# Живиниці
Живи́ниці (босн. і хорв. Živinice, серб. Живинице) — місто на північному сході Боснії і Герцеговини, на території Федерації Боснії і Герцеговини, адміністративний центр однойменної громади в Тузланському кантоні. За даними останнього югославського перепису 1991 року, місто налічувало 11 956 жителів, згідно з боснійським переписом 2013 року, населення міста становило 17 495 жителів.

## Історія
За соціалізму існувало поселення «Живиниці Творниця» (Живиниці-Завод), яке було перейменовано на просто «Живиниці». 1981 року до нього приєднали населений пункт «Донє-Живиниці» (Нижні Живиниці), який до 1955 року називався «Живиниці-Хрватске» (Живиниці Хорватські).

## Населення
| Живініце            |                 |                 |                 |
| рік перепису        | 1991            | 1981            | 1971            |
| мусульмани          | 7 083 (59,28 %) | 4 077 (51,23 %) | 3 106 (57,24 %) |
| серби               | 1 597 (13,36 %) | 1 137 (14,28 %) | 815 (15,02 %)   |
| хорвати             | 1 552 (12,99 %) | 1 475 (18,53 %) | 1 326 (24,43 %) |
| югослави            | 1 276 (10,68 %) | 1 113 (13,98 %) | 61 (1,12 %)     |
| інші та невизначені | 439 (3,67 %)    | 155 (1,94 %)    | 118 (2,17 %)    |
| усього              | 11 947          | 7 957           | 5 426           |